# Il Ghibellino
Il Ghibellino: studi tradizionali è stata una rivista tradizionalista fondata e diretta da Giovanni Allegra e Salvatore Ruta e pubblicata a Messina (in seguito a Palermo) con periodicità mensile a partire dal 1959.

## Storia
La rivista era ispirata al tradizionalismo cattolico, ma con accenni evoliani, e legata all'esoterismo medioevale. Fu sospesa dal 1969 al 1978.
Tra i redattori vi furono intellettuali come Attilio Mordini, Julius Evola, Giulio Attilio Schettini, Giovanni Cantoni.